# Perdita fidissima
Perdita fidissima är en biart som beskrevs av Timberlake 1968. Perdita fidissima ingår i släktet Perdita och familjen grävbin. Inga underarter finns listade i Catalogue of Life.